# Corale La Reis
Il Gruppo Corale La Reis è un coro maschile fondato a San Damiano Macra nel 1989.

## Storia
Il Gruppo Corale La Reis nasce il 21 aprile 1989 a San Damiano Macra (Valle Maira tra le valli occitane), da sei amici appassionati di canti popolari e degli alpini.
Nel 1999 partecipa al “9º Festival Internazionale di canti d'Avvento e Natalizi” a Praga (Repubblica Ceca). Nel 2001 nel Salone Comunale di San Damiano Macra viene sigillato il gemellaggio con il Coro Zente Sarda di Ovodda (Nuoro) e tra i due Comuni alla presenza dei rispettivi sindaci. Nel 2004 effettua una tournée in Argentina nelle province di Santa Fé (San Guillermo, Rafaela, Maria Juana) Cordoba (Cruz Alta, La Para, Porteña, San Francisco, Rio Quarto) e San Juan (Caucete, San Juan).
Nel 2007 partecipa al "Festival Internazionale di Canto Popolare" ad Harmanli in Bulgaria e nel giugno 2009 partecipa al “Festival Internazionale Alta Pusteria”. Nel 2011 a Cuneo viene insignita del premio "Al tò Almanac". Nel 2019 effettua una tournée in Francia a Peyrehorade, Dax, Hastingues e Lourdes.
Il Gruppo Corale La Reis in Italia e fuori dai confini conta circa 600 concerti e ogni anno organizza due rassegne corali: nel mese di maggio "Chantén mai..." e l'ultimo sabato di ottobre in concomitanza con la Festa dell'Autunno "Fiero di quatre" la rassegna "Chanto l'outoun".
Il repertorio spazia dai canti alpini e di montagna ma soprattutto brani in lingua occitana e provenzale.